# Ryobi
Ryobi – producent akumulatorowych i przewodowych elektronarzędzi przeznaczonych do zastosowań w domu. Jest częścią globalnego koncernu Techtronic Industries. Urządzenia Ryobi są sprzedawane w 22 krajach Europy, a także w Stanach Zjednoczonych, Kanadzie, Meksyku i Japonii. Marka dysponuje asortymentem urządzeń DIY, w których wykorzystano technologie ONE+ czy MAX POWER.

## Historia marki
Przedsiębiorstwo Ryobi Seisakusho Co., Ltd. (od 1973 roku Ryobi Limited) zostało założone w 1943 roku w Japonii. Początkowo zajmowało się wyrobem i sprzedażą wyrobów żeliwnych. W 1968 roku w ramach Ryobi Power Tools rozpoczęło produkcję elektronarzędzi.
Od 2000 roku elektronarzędzia Ryobi są produkowane na licencji Ryobi Ltd. przez międzynarodową grupę Techtronic Industries (TTI). Działa ona od 1985 roku, a od 1990 roku jest notowana na Giełdzie Papierów Wartościowych w Hongkongu.
Do grupy należą marki Milwaukee, AEG, Homelite, VAX i Hoover. W 2021 roku wyroby TTI osiągnęły poziom sprzedaży wynoszący 13,2 mld dolarów. W pierwszej połowie 2022 roku koncern zatrudniał na całym świecie ponad 47 tys. pracowników.

### Ryobi w Polsce
Marka Ryobi na polskim rynku pojawiła się w 1997 roku.

## Technologie
Ryobi dysponuje własnymi ośrodkami badawczo-rozwojowymi, które są zlokalizowane w Stanach Zjednoczonych, Wielkiej Brytanii oraz Hongkongu. Produkcja elektronarzędzi Ryobi jest prowadzona w USA. Wykorzystywane są identyczne technologie jak w przypadku marki Milwaukee.

### ONE+
To system dostępny w bezprzewodowych elektronarzędziach Ryobi, w którym jeden akumulator może być stosowany w wielu urządzeniach. W ramach systemu Ryobi ONE+ dostępne są akumulatory o pojemności od 1,3 do 9,0 Ah.

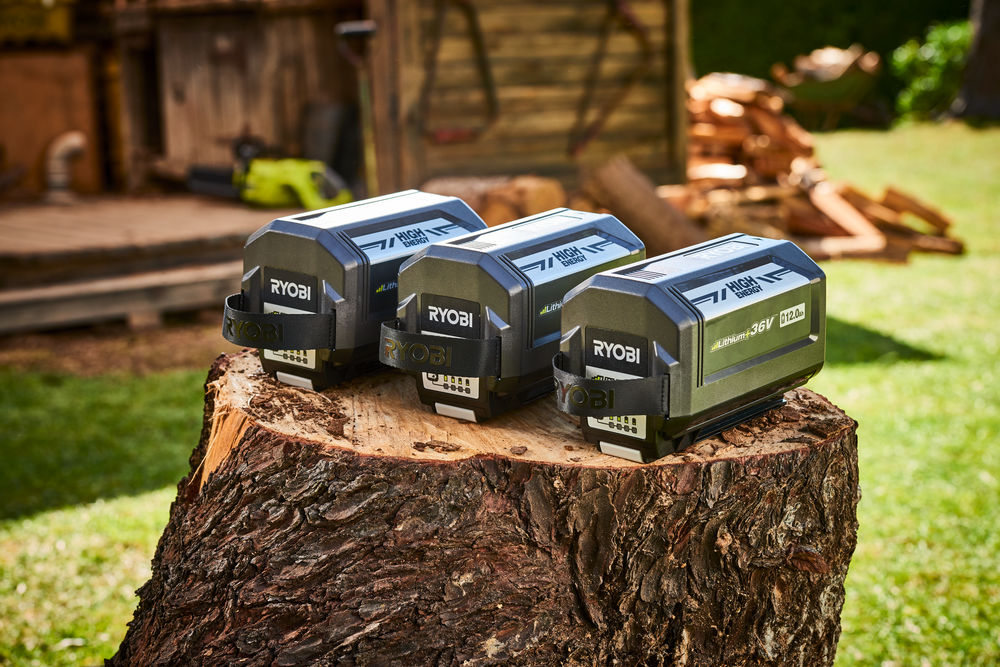
Akumulatory Ryobi High Energy

### MAX POWER
To technologia bazująca na akumulatorach Lithium+ High Energy z ulepszonym przepływ energii oraz ogniwami, w których ograniczono emisję ciepła o 25% oraz zmniejszono poziom hałasu i wibracji.